# Shinji Wada
和田・慎二
Œuvres principales
Première œuvre : Ai to Shi no Sunadokei
Autres ouvrages :
- Sukeban Deka

Shinji Wada (和田・慎二, Wada Shinji) est un dessinateur de manga japonais, né le 19 avril 1950 à Kure, dans la préfecture d'Hiroshima, et mort le 5 juillet 2011.
C'est  notamment le créateur de la série Sukeban Deka en 1979, qui sera plus tard adaptée en plusieurs séries TV et films live.

## Œuvre

### Manga
- Ai to Shi no Sunadokei (1971-1973, Bessatsu Margaret, Shueisha)
- Waga Tomo Frankenstein (1972-1975, Bessatsu Margaret, Shueisha)
- Gin'iro no Kami no Arisa (1973, Bessatsu Margaret, Shueisha)
- Daitōbō (1974, Bessatsu Margaret, Shueisha)
- Hidari no Me no Akuryō (1975, Hana to Yume, Hakusensha)
- Midori Iro no Sunadokei (1975, Monthly Comics Mimi, Kōdansha)
- Vanilla Essence no Gogo (1975, Hana to Yume, Hakusensha)
- Chōshōjo Asuka (1975-2000, Margaret (Shueisha), Hana to Yume (Hakusensha), and Comic Flapper (Media Factory))
- Arabian Kyōsōkyoku (1976, Princess, Akita Shoten)
- Kuma-san no Shiki (1976, Bessatsu Margaret, Shueisha)
- Sukeban Deka (1976-1982, Hana to Yume, Hakusensha)
- Asagi Iro no Densetsu (1976-1990, LaLa et Hana to Yume, Hakusensha)
- Ramu-chan no Sensō (1978, Princess, Akita Shoten)
- Pygmalio (1978-1990, Hana to Yume, Hakusensha)
- Kyōfu no Fukkatsu (1980, Princess, Akita Shoten)
- Ninja Hishō (1980-2002, Hana to Yume (Hakusensha), Monthly Comics (Hakusensha), Duo, Comic Flapper (Media Factory))
- Cabbage Batake o Tōri Nukete (1982, Petit Apple Pie, Tokuma Shoten)
- Kaitō Amaryllis (1991-1995, Hana to Yume, Hakusensha)
- Shōjozame (1996-1999, Hana to Yume, Hakusensha)
- Lady Midnight (2001-2002, Mystery Bonita, Akita Shoten)
- Kairaishi Rin (2006-current, Mystery Bonita, Akita Shoten)

Manga en collaboration
- Kami ni Se o Muketa Otoko (1992-1994, dessin: Shōko Hamada, Serie Mystery, Hakusensha)
- White Dragon (1997-1998, dessin: Yū Kinutani, Comic Nora, Gakken)
- Blaze (1999-2000, dessin: Sakaki Hashimoto, Mystery Bonita, Akita Shoten)
- Crown (2005-current, dessin: You Higuri, Princess, Akita Shoten)
- Norowareta Kotō

### Anime
- Crusher Joe (OAV, "guest designer" de Goby)
- Pygmalio (créateur original)